# Lisebergsloopen
Lisebergsloopen (även kallad bara Loopen), i kommersiellt bruk skrivet LisebergsLoopen, var en berg- och dalbana på Liseberg i Göteborg. Attraktionen invigdes 1980 och ersatte då den mindre berg- och dalbanan Super 8. 
Efter 1995 års säsong såldes Lisebergsloopen till Brasilien och ersattes på dess tidigare plats av berg- och dalbanan Hangover. 

## Bakgrund
Lisebergsloopen tillverkades av Schwarzkopf och var av modellen Looping Star. Looping Star-modellen var i början en mobil berg- och dalbana som byggdes upp vid tyska mässor. 1978 dök den även upp som en stationär variant. Lisebergsloopen var det fjärde av åtta exemplar som byggdes.
Lisebergsloopen var 77 meter lång, 31,5 meter djup och 24,5 meter hög. Den mörkblå rälsen var 592 meter lång och var monterad på vita pelare. I den första uppförsbacken, som var 60 meter lång och hade en lutning av 35 grader, drogs tåget upp med en kedja. Banan inkluderade en loop med diametern 14 meter och flera helixar. Tre gråblå tåg kunde ta 28 personer vardera med en kapacitet på 1700 åkare i timmen. Åkarna hölls fast med hjälp av en enkel stång som trycktes ner mot ljumsken. Denna enkla design var möjlig tack vare att åkarna trycktes ner i sätena av kraften som uppstod i loopen och helixarna.
1995 såldes Lisebergsloopen till nöjesparken Playcenter i São Paulo i Brasilien där den gick under namnet Looping Star. Då hade 14,3 miljoner människor åkt 658 100 turer (38 367 mil) i berg- och dalbanan på Liseberg. Den 29 juli 2012 stängde Playcenter i sin dåvarande form för att istället inrikta sig på nöjen till yngre barn och sålde vidare Looping Star samma år till Nicolandia Center Park, även det beläget i Brasilien. 2015 såldes Looping Star till Ita Park i Brasilien.

## Åkturen
Efter att tåget dragits upp för den första uppförsbacken och åkt nerför den första nedförsbacken, åkte det in i en vertikal loop följt av flera 180-gradershelixar. Åkturen fortsatte in i en stor 180-gradershelix och sedan in på bromssträckan. Efter två mindre vänstersvängar och en raksträcka var tåget åter inne i stationsbyggnaden.